# 鑽石夜總會
《鑽石夜總會》（英語：Diamond Club）是台灣電視公司（台視）綜藝節目，由友松傳播三位製作人薛聖棻、陳俊良、黃婉婷製作，2007年11月4日開播，節目口號是：「《鑽石夜總會》，獎金滿天飛！」

## 概要
《鑽石夜總會》節目內容完全找素人或職業特技者來表演。第一代版本，主持人利菁與每集來賓合組「健嘴團」按鈕決定表演者獎金，每組表演者最高獎金為12000元（新台幣，以下皆同）。林仕鵬擔任旁白，固定來賓有小鐘、NONO、王彩樺、馬世莉等。台視主頻播出時間為每週日20:00~22:00(自2007年11月18日起，2007年11月4日及11月11日首播前兩集播出時間為19:30~21:30)。
2009年9月30日，《鑽石夜總會》錄製第100集，邀請與100有關的觀眾（例如100歲的人瑞、體重100公斤的人、成績100分的人）上台。2009年10月11日，《鑽石夜總會》播出第100集。
2007年11月4日至2010年2月28日，利菁單獨主持《鑽石夜總會》。2010年3月7日，《鑽石夜總會》播出第119集，是《鑽石夜總會》的第一次大改版，黃國倫加入主持行列，節目中將由製作單位邀請到各行各業中的頂尖達人（含藝人.....等）以「紅白PK賽」的競賽方式為主，利菁擔任紅隊隊長，小鐘擔任紅隊副隊長，黃國倫擔任白隊隊長，白隊副隊長不固定擔任。
2011年7月3日《鑽石夜總會》推出全新企劃「鑽石夜總會達人海選」。
2011年10月9日、10月16日《鑽石夜總會》兩週播出「鑽石夜總會達人總決賽」。
2011年10月23日《鑽石夜總會》推出特別企劃，播出「北港朝天宮－老外達人秀」。
2011年10月30日《鑽石夜總會》回到棚內，開始「達人爭霸戰」；以四個單元『勁歌熱舞』、『吉他彈唱』、『新住民歌唱』及『老外說笑』大賽為主軸；衛冕十關，獎金十萬元！
2011年3月18日《鑽石夜總會》繼續「達人爭霸戰」；以兩個單元『勁歌熱舞』與『鑽石說笑大賽』及一大主題『特別企劃』作為主軸；前兩項為：衛冕十關，獎金十萬元！後者為每週更新主題，以評審評估最符合主題的參赛者為主，可獲得新台幣獎金一萬元整！
2012年5月20日，《鑽石夜總會》播出最後一集。

## 歷屆主持人
- 第一代：利菁（主持期間：2007年11月4日－2010年2月28日）
- 第二代：利菁、黃國倫（主持期間：2010年3月7日－2012年2月5日）
- 第三代：黃國倫（評審長，主持期間：2012年2月12日~2012年5月20日）備註：利菁因病暫停演藝工作、專心休養，所以她的主持工作都由小鍾、佩甄、小禎代班[3]

## 規則

### 第一代時期
利菁與每集來賓合組「健嘴團」，觀看素人或職業特技者來表演。表演開始至結束前，健嘴團成員多次按自己桌上按鈕增加表演者獎金，每組表演者最高獎金為12000元。

### 第二代時期
紅隊隊長為利菁，白隊隊長為黃國倫；主審裁判為利菁。
節目中將由製作單位網羅世界各地各行各業中的頂尖達人（含藝人及資深媒體人.....等）以「紅白PK賽」的競賽方式為主。
每集節目中將分為數輪「鑽石PK賽」。每輪各設定一個主題，各有兩組參賽者分別代表紅白兩隊參賽。以一對一的方式進行比賽。
每集節目中將邀請60位藝人來擔任評審，俟各隊表演完後，由主審裁判利菁請現場60位藝人以各拿著一個舉有勝利手勢的兩色牌子（正面為鑽石反面為白色）來舉牌，以顏色多寡來決定那一隊是贏家或輸家。
每集節目結束後製作單位會把贏家的表演影片放在YouTube的專屬網站讓全國觀眾點閱，觀看次數最高者（影片）就有機會首先排入（在臺北小巨蛋錄影）《超級巨星紅白藝能大賞》的節目中。

## 常態播映的單元

### 第一代時期
《鑽石夜總會》第一代時期會依不同表演者開設不同單元，但有少數常態播映的單元。這類的部份單元簡介如下：
〈超級小偶像〉
2009年5月開播的單元。
〈Mr. Magic〉（魔術先生）
2009年5月開播的單元。小鐘扮演「Mr. Magic」（魔術先生），接受參賽者挑戰魔術。開場時，Mr. Magic喊：「我是誰？」眾人喊：「Mr. Magic！」
〈Super I Dog〉（超級愛狗）
2009年6月21日開播的單元，開放狗主人報名，讓愛犬上台表演才藝。開場時，利菁喊：「Super Dog！」眾人喊：「Super I Dog！」
〈看！哪有可能！〉
每集兩位特技表演者參賽。兩位特技表演者皆表演完畢之後，健嘴團舉牌投票，得票數最多者可獲得健嘴團給的獎勵金。
〈卡哇伊擂台賽〉
每集兩位兒童參賽，分三階段競賽。三階段競賽結束後，健嘴團舉牌投票，得票數最多者可獲得健嘴團給的獎勵金。

## 達人爭霸戰
- 2011年10月30日推出的PK競賽單元，內容為「勁歌熱舞」、「鑽石說笑大賽」、「新住民歌唱」、「吉他彈唱」、「小朋友舞蹈」及「親子舞蹈」等比賽組合而成。

- 依照節目單元所制定的規則來比賽，每個單元都有專業評審進行評分。以最高分的參賽者（隊伍）為優勝，優勝者（隊伍）可獲得獎金新台幣一萬元整。衛冕者最高可持續衛冕十關，最高獎金為新台幣拾萬元整。

- 參與評審老師的藝人有：黃國倫、林隆璇、陳珊妮、黃舒駿、包小松、王治平、許常德、陳國華、A-Lin、曾心梅、李聖傑、羅時豐、高慧君、品冠、蔡秋鳳、藍博豪（舞蹈老師藍波）、林睿君（舞蹈老師Kimiko）、劉真、ivy、楊千霈、鍾欣凌、從從、洪都拉斯、蔣怡、林若亞、黃靖倫、夏克立、張秀卿、翁立友、李㼈、林韋君、趙小僑、何篤霖、小嫻、楊麗音等人。

### 目前競賽單元
【勁歌熱舞】
1. 目前衛冕者：台中郭鎧璇(Venus)，衛冕10關
2. 〖最高分〗93.0分，由台中郭鎧璇(Venus)在2012年5月6日所創下

【鑽石說笑大賽】
1. 目前衛冕者：台灣陳俊廷，衛冕1關
2. 〖最高分〗91分，由中華民國美國混血奶粉在2012年2月26日所創下

### 衛冕十關
【新住民歌唱】
- 湖北韓蓉

【親子舞蹈】
- 高雄國際標準舞老師：鄭竹宏父女檔

【吉他彈唱】
- 台灣大學紀儀羚

【勁歌熱舞】
- 台中郭鎧璇(Venus)

### 歷屆衛冕者
- 以下是指未滿十關的參賽者

【鑽石說笑大賽】
1. 義大利蘇家義，衛冕6關，與現任衛冕者楊法明平手一次
2. 中華民國法國混血楊法明，衛冕7關，曾與美國帥老外平手一次
3. 中華民國美國混血奶粉，衛冕6關，與現任衛冕者Cammy平手一次
4. 中華民國俄羅斯混血Cammy，衛冕1關
5. 台灣[4] 鄒守宏(拉麵)，衛冕2關
6. 台灣陳俊廷，衛冕1關，目前繼續挑戰中

【勁歌熱舞】
1. 台北徐秉志，衛冕1關

## 特別企劃
- 『達人爭霸戰』二：自3月18日起，每週更新主題，由製作單位網羅全國各式各樣的表演達人到棚內錄影表演，再由三位評審評估出最符合主題的參赛者為主，可獲得新台幣獎金一萬元整！

### 超級美魔女-猜猜我幾歲
- 3月18日、5月6日播出，製作單位網羅全國超過30歲以上的女性素人（女性朋友們）到節目中參賽，參賽者在上台前必須打扮的極為漂亮要讓評審們誤認以為參賽者很年輕。規則是：評審們要在規定的時間內（最多10秒）從主持人與參賽者的談話中猜出參賽者的年齡。評審們猜出的年齡與實際年齡相差最多的參賽者可獲得新台幣一萬元整的獎金。
  - 3月18日得獎者：台北Pan
  - 5月6日得獎者：台北Beryl

### 雙聲傳奇-男女雙聲道
- 03月25日播出，製作單位將網羅全台僅有的五位奇人到節目中參賽。規則是：五位雙聲達人將分別演唱一首男女對唱曲，演唱完畢後由評審們選出最強的雙聲高手可獲得新台幣一萬元整的獎金。
  - 得獎者：奈奈

### 極端美女
- 04月1日播出，製作單位將網羅全台擁有天使與魔鬼臉孔的美女到節目中參賽。規則是：參賽者化妝前後差異最大者為優勝，優勝者可獲得新台幣一萬元整的獎金。
  - 得獎者：小肆

### 鑽石明星臉
- 04月8日播出，製作單位將網羅全台擁有明星臉的素人朋友們到節目中參賽。規則是：由評審們投票選出最佳明星臉，優勝者可獲得新台幣一萬元整的獎金。
  - 得獎者：簡語卉

### 超級小偶像
- 04月15日播出，製作單位將網羅全台相當會唱歌的小朋友們到節目中參賽。規則是：由評審們投票選出最佳歌唱小朋友，優勝者可獲得新台幣一萬元整的獎金。
  - 得獎者：詹伯充

### 怪怪美少女
- 04月22日播出，製作單位將網羅全台行為怪異或是有特異功能的美少女們到節目中參賽。規則是：由評審們投票選出最佳怪才藝，優勝者可獲得新台幣一萬元整的獎金。
  - 得獎者：馨儀

### 女大十八變
- 04月29日播出，製作單位將網羅全台醜小鴨變天鵝的美少女們到節目中參賽。規則是：由評審們投票選出小時候與現在相差最多的美少女，優勝者可獲得新台幣一萬元整的獎金。
  - 得獎者：蔡可蕾

### 胖胖才藝王
- 04月29日播出，製作單位將網羅全台身材胖胖但身懷絕技的參賽者們到節目中參賽。規則是：由評審們投票選出最佳重量級參賽者表演才藝，優勝者可獲得新台幣一萬元整的獎金。
  - 得獎者：許天豪

### 諧星藝能大賽
- 05月20日播出，製作單位將邀請八位演藝圈的諧星藝人朋友們到節目中參賽。規則是：比賽分成兩回合進行，採取晉級制，表演方式不限，最終由評審們投票選出優勝者，優勝者可獲得諧星藝能王的總冠軍。
- 第一回合發笑資格賽表演順序(依出場順序排列)：張克帆、瑪格麗特、詹惟中、吳亦帆、郭人豪、王俐人、艾成、小鐘
- 第二回合明星才藝賽表演順序(評審依第一回合分數進行配對PK排列)：
  - 第一組：瑪格麗特勝PK艾成
  - 第二組：郭人豪PK小鐘勝
  - 第三組：詹惟中PK吳亦帆勝
  - 第四組：張克帆勝PK王俐人
- 諧星藝能王總冠軍：吳亦帆

## 特別專輯
- 為因應母親節2012年5月13日播出「母親節特別節目」

## 收視率列表

### 2011年
| 集數 | 播放日期       | 平均收视率 | 排名 | 備註                           |
| ---- | -------------- | ---------- | ---- | ------------------------------ |
| 164  | 2011年1月2日   | 2.23       | 3    |                                |
| 165  | 2011年1月9日   | 2.34       | 3    |                                |
| 166  | 2011年1月17日  | 2.48       | 3    |                                |
| 167  | 2011年1月23日  | 2.23       | 3    |                                |
| 168  | 2011年1月30日  | 2.29       | 3    |                                |
| 169  | 2011年2月6日   | 2.03       | 3    |                                |
| 170  | 2011年2月13日  | 2.23       | 3    |                                |
| 171  | 2011年2月20日  | 2.75       | 2    |                                |
| 172  | 2011年2月27日  | 2.33       | 3    |                                |
| 173  | 2011年3月6日   | 2.39       | 3    |                                |
| 174  | 2011年3月13日  | 2.21       | 3    | 中視超級星光大道停播           |
| 175  | 2011年3月20日  | 2.20       | 2    | 中視陶子藝言堂開播             |
| 176  | 2011年3月27日  | 2.63       | 2    |                                |
| 177  | 2011年4月3日   | 2.14       | 2    |                                |
| 178  | 2011年4月10日  | 2.26       | 3    |                                |
| 179  | 2011年4月17日  | 2.37       | 3    |                                |
| 180  | 2011年4月24日  | 1.96       | 2    |                                |
| 181  | 2011年5月8日   | 2.08       | 2    |                                |
| 182  | 2011年5月15日  | 2.41       | 2    |                                |
| 183  | 2011年5月22日  | 2.24       | 2    |                                |
| 184  | 2011年5月29日  | 2.15       | 2    |                                |
| 185  | 2011年6月5日   | 2.11       | 2    |                                |
| 186  | 2011年6月12日  | 2.34       | 2    |                                |
| 187  | 2011年6月19日  | 2.47       | 2    |                                |
| 188  | 2011年6月26日  | 2.29       | 2    | 中視陶子藝言堂停播             |
| 189  | 2011年7月3日   | 1.68       | 3    | 中視華人星光大道開播           |
| 190  | 2011年7月10日  | 1.42       | 3    |                                |
| 191  | 2011年7月17日  | 1.61       | 4    |                                |
| 192  | 2011年7月24日  | 1.82       | 2    |                                |
| 193  | 2011年7月31日  | 1.80       | 2    |                                |
| 194  | 2011年8月7日   | 1.94       | 2    |                                |
| 195  | 2011年8月14日  | 2.06       | 2    |                                |
| 196  | 2011年8月21日  | 1.76       | 3    |                                |
| 197  | 2011年8月28日  | 2.01       | 3    |                                |
| 198  | 2011年9月4日   | 1.81       | 2    |                                |
| 199  | 2011年9月11日  | 1.40       | 2    |                                |
| 200  | 2011年9月18日  | 1.78       | 2    |                                |
| 201  | 2011年9月25日  | 2.03       | 2    |                                |
| 202  | 2011年10月2日  | 2.28       | 2    |                                |
| 203  | 2011年10月9日  | 1.86       | 2    | 鑽石夜總會達人海選總決賽(上集) |
| 204  | 2011年10月16日 | 2.33       | 2    | 鑽石夜總會達人海選總決賽(下集) |
| 205  | 2011年10月23日 | 1.71       | 2    |                                |
| 206  | 2011年10月30日 | 1.77       | 2    |                                |
| 207  | 2011年11月6日  | 1.93       | 2    |                                |
| 208  | 2011年11月13日 | 2.19       | 2    |                                |
| 209  | 2011年11月20日 | 1.95       | 2    |                                |
| 210  | 2011年11月27日 | 1.89       | 2    |                                |
| 211  | 2011年12月4日  | 2.01       | 2    |                                |
| 212  | 2011年12月11日 | 2.02       | 2    |                                |
| 213  | 2011年12月18日 | 2.02       | 2    |                                |
| 214  | 2011年12月25日 | 1.84       | 2    |                                |

### 2012年
| 集數 | 播放日期      | 平均收视率 | 排名 | 備註                                |
| --- | ------------- | ---------- | ---- | ----------------------------------- |
| 215 | 2012年1月1日  | 1.99       | 2    |                                     |
| 216 | 2012年1月8日  | 1.73       | 3    | 中視《華人星光大道 (第一屆)》總決賽 |
| 2012年1月15日19：00起因轉播《2012KKBOX數位音樂風雲榜》頒獎典禮，暫停播出一天 中視自今日起每週日改播《決戰星世代》 |               |            |      |                                     |
| 2012年1月22日19：00起因播出除夕特別節目《2012超級巨星紅白藝能大賞》，暫停播出一天                                 |               |            |      |                                     |
| 217 | 2012年1月29日 | 2.00       | 2    |                                     |
| 218 | 2012年2月5日  | 1.66       | 2    |                                     |
| 219 | 2012年2月12日 | 1.84       | 2    | 中視《華人星光大道》暫時停播        |
| 220 | 2012年2月19日 | 1.84       | 2    | 中視播出《飛上彩虹 永遠的鳳飛飛》   |
| 221 | 2012年2月26日 | 1.44       | 2    | 中視《超級模王大道》首播            |
| 222 | 2012年3月4日  | 1.78       | 2    |                                     |
| 223 | 2012年3月11日 | 1.85       | 2    |                                     |
| 224 | 2012年3月18日 | 2.12       | 2    |                                     |
| 225 | 2012年3月25日 | 2.10       | 2    |                                     |
| 226 | 2012年4月1日  | 1.97       | 2    |                                     |
| 227 | 2012年4月8日  | 1.95       | 2    |                                     |
| 228 | 2012年4月15日 | 2.00       | 2    |                                     |
| 229 | 2012年4月22日 | 1.88       | 3    |                                     |
| 230 | 2012年4月29日 | 1.76       | 3    |                                     |
| 231 | 2012年5月6日  | 1.53       | 3    |                                     |
| 232 | 2012年5月13日 | 1.79       | 3    |                                     |
| 233 | 2012年5月20日 | 1.38       | 4    | 鑽石夜總會最後一集                  |

- 同時段綜藝節目：中視《超級星光大道／陶子藝言堂／華人星光大道／決戰星世代／超級模王大道》、華視《POWER星期天》、民視《綜藝大集合》
- 資料來源：凱絡媒體週報

## 獎項
金鐘獎
- 入圍第四十五屆電視金鐘獎最佳綜藝節目獎

## 外部連結
- 台視《鑽石夜總會》舊版官方網站 （页面存档备份，存于）
- 台視《鑽石夜總會》新版官方網站 （页面存档备份，存于）
- 衛視中文台《鑽石夜總會》官方網站[永久]
- 《鑽石夜總會》官方部落格 （页面存档备份，存于）
- 《鑽石夜總會》官方臉書粉絲專頁 （页面存档备份，存于）

## 節目的變遷
| 台視 星期日20:00~22:00                       | 台視 星期日20:00~22:00                         | 台視 星期日20:00~22:00 |
| -------------------------------------------- | ---------------------------------------------- | ---------------------- |
|                                              | 鑽石夜總會 （2007年11月4日－2012年5月20日）    |                        |
| 超級星星星 （2002年12月29日-2007年10月28日） | 紅白紅白我勝利 （2012年5月27日-2012年7月29日） |                        |

| 衛視中文台 星期六19:00~21:00 | 衛視中文台 星期六19:00~21:00                | 衛視中文台 星期六19:00~21:00 |
| ---------------------------- | ------------------------------------------- | ---------------------------- |
|                              | 鑽石夜總會(重播) （待查中 - 2012年1月28日） |                              |
| -                            | 旅行應援團(重播) （2012年2月4日 - 至今）    |                              |

| 衛視中文台 星期日18:00~20:00 | 衛視中文台 星期日18:00~20:00                 | 衛視中文台 星期日18:00~20:00 |
| ---------------------------- | -------------------------------------------- | ---------------------------- |
|                              | 鑽石夜總會(重播) （待查中 - 2011年10月16日） |                              |
| -                            | 綜藝大本營(重播) （2011年10月23日 - 至今）   |                              |

| 星和都会台 星期三20:00~22:00 | 星和都会台 星期三20:00~22:00         | 星和都会台 星期三20:00~22:00 |
| ---------------------------- | ------------------------------------ | ---------------------------- |
|                              | 鑽石夜總會 （待查中 - 2012年8月1日） |                              |
| —                            | 红白紅白我勝利 （2012年8月8日 - ）   |                              |